# サン＝ルイ (オー＝ラン県)
サン＝ルイ （Saint-Louis）は、フランス、グラン・テスト地域圏、オー＝ラン県のコミューン。
スイスと国境を接しており、歴史的にも文化的にもアルザスに含まれる。人口においては、県第3位のコミューンである。

## 地理

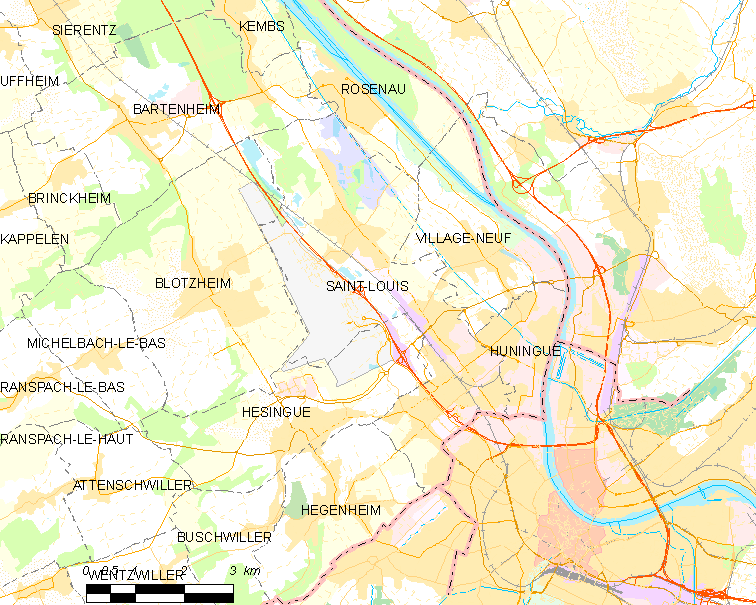
サン＝ルイの位置

ラン・シュペリウール（fr、スイスのバーゼルとドイツのビンゲン・アム・ライン間の全長350kmのライン川流域を指す）の谷の中に位置する。谷はマインツまで伸びる自然の回廊を形成している。ヨーロッパで交通量の多い部類に入る高速道路A35によって、北はベネルクス三国、南はイタリアとつながっている。北西2kmには、ユーロエアポート・バーゼル＝ミュールーズ空港がある。
直線距離では、サン＝ルイはバーゼル中心部から約3.5km、ヴァイル・アム・ラインから4km、ミュルーズから21.4kmである。コミューンは、ジュラ山脈の最初の丘陵から7kmの距離であり、ヴォージュ山脈とは40km離れている。
サン＝ルイは平均標高が海抜250m以上に位置しており、リス氷期およびヴュルム氷期の2つの低位段丘にまたがっている。ラ・プティット・カマルグ・アルザシエンヌ（fr）は、フランドリアン間氷期の氾濫原に位置する湿地帯である。コミューン内の高低差は著しく、最も標高が高いのがブールフェルダン地区、最も低いのがヌヴェグ地区で、その差は40mである。
サン＝ルイの町は、半大陸性気候の影響を受けており、寒暖差が大きい。冬はかなり頻繁に降雪があり厳寒である。夏は暑くてむっとする。ヴォージュ山脈とフォレ・ノワールという2つの山脈に挟まれているため、町はほとんど風の影響を受けない。同様に、降雨量は比較的少なく、フランス国内の他の地域と比較しても不規則である。これは山脈で構成される天然の守りのおかげである。

## 由来
サン＝ルイとは、フランス王ルイ9世に由来する。言い伝えによれば、王は現在のミュルーズ通りにかつて存在した草原で休息をとったという。

## 歴史

サン＝ルイの創設者、ルイ14世王

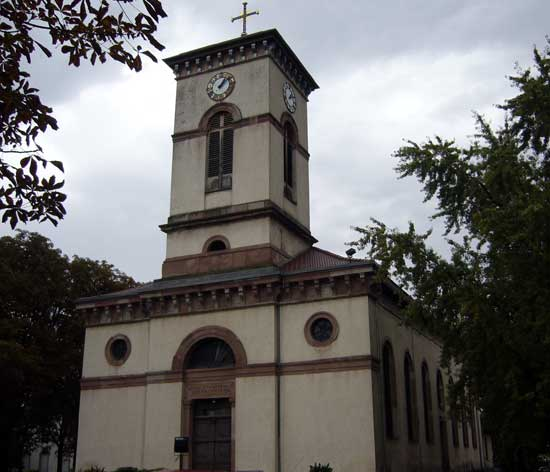
現在のサン＝ルイ教会

サン＝ルイは、1684年11月28日付けのルイ14世の命令で正式に町となった、誕生から約300年の『若い町』である。しかしサン＝ルイには非常に古くから入植者がいた。紀元前1500年頃の墓、紀元前80年頃のガリアの宝が発見された。3本の大きなローマ街道がアリアルビヌム（Arialbinum）という場所を起点としていたが、ここはおそらく現在のブールフェルダン、ビナンジャン、サン＝ルイを結ぶ三角地帯の中にあったと考えられる。11世紀から12世紀、サン＝ルイの地は、現在は消滅してしまった、ビルセン（Birsen）という非常に小さな村だった。1259年10月4日、ミシェルフェルダンのシトー会派修道院がMagnus Campusのローマ遺跡の場所に創建された。修道院は、この地域で最古の建築物だが、歴史的記念物に登録されていない。

### 誕生から18世紀まで
13世紀から17世紀まで、バーゼルとケムスの間には、小さな漁村のアルト＝フュニンゲン（Alt-Hüningen、またの名をアルトドルフ Altdorf。元のユナング Huningue）、そしてミシェルフェルダンの2か所しか村落がなく、クマとオオカミが生息するアルト(Hardt)の森がライン川のほとりまで広がっていた。1680年、太陽王の命令でヴォーバンと技師ジャック・タラドがユナングに要塞を建設することになり、要塞周囲の斜堤を築くため、要塞建設地と上流のバーゼルの間に位置するユナングの村落が取り壊されることになった。村落の住民のほとんどは1km半離れた場所に移住し、新たな村を再建することになった。村の正式名称はル・ブール・ヌフ・ドゥスト（le Bourg Neuf d'Aoust）であったが、すぐにヴィラージュ・ヌフ・デュ・グランデュナング（Village-Neuf du Grand-Huningue）と呼ばれるようになり、その後単にヴィラージュ・ヌフ(またはノイドルフ Neudorf)と呼ばれるようになった。
しかしながら住民の一部が、要塞建設の労働者の何人かとともに、パリへの道を建設した。バーゼルのサン・ジャン門から伸びる土手道を横切るところにその道があって、近くには小さな礼拝堂と馬の中継場所があった。この場所は現在、サン＝ルイ教会の前にあたる。こうしてサン＝ルイの集落が生まれた。1684年、ルイ14世がサン＝ルイの名を集落に与えた時、そこには一か所の税関と、12軒ほどの非常に低い家が道路沿いに建っていた。こうした住居に住むのは、タバコ担当者、すなわち税関職員であった。集落は素晴らしい環境にあった。交差路と国境に近いことの両方が、集落の成長の出発点だった。サン＝ルイの成長は初め遅かったが、一定だった。アンシャン・レジーム体制の終わる1789年には、この村には約600人の住民と、500mの通りがあった。しかしながら村落はヴィラージュ＝ヌフの付録でしかなかった。ヴィラージュ＝ヌフの自治体と教区司祭に依存していたからである。1793年10月31日に国民公会が宣言した、国内の関税障壁の廃止が、サン＝ルイの真の躍進の始まりとなった。
フランス革命はサン＝ルイに成功のカギを2つ与えた。1つは1791年の国家税関の確立である。サン＝ルイは税関の面でも軍事の面でも、国境地帯となった。2つは、1793年10月22日、県の総裁がサン＝ルイとミシェルフェルダンにコミューンの自治権を付与した。2つの村は合併して、ブール＝リーブル（Bourg-Libre）を名乗った。

### 19世紀

1871年から1918年までのドイツ帝国の地図。サン＝ルイを含む南東部エルザス・ロートリンゲンはドイツ領である

成長は加速した。1800年から1815年にかけ、多くの工場やダンザス（現在はDHL傘下）を含む輸送会社が、1814年にサン＝ルイの地名を引き継いだこの地を本拠とした。1816年、アレクサンドル・フルンドは、グランド・ブラスリー・ド・サン＝ルイを創業した。1808年以降、サン＝ルイは独立した初等教育を組織し、学校を持った。1827年6月27日、シャルル10世はサン＝ルイにコミューンとして独立した教区を創設するよう命じた。教区はその後1400人の住民を数えた。1842年、サン＝ルイ教会が建設された。
1840年10月25日はサン＝ルイにとって重要な日付である。ミュルーズ-サン＝ルイ間の鉄道路線が正式に開通したのである。バーゼルへの路線は1845年に完成した。1845年から1850年の間、郵便局は郵便の新たな輸送手段として鉄道を採用した。これが郵便馬車を終わらせた。1847年4月14日、別の大きな勝利を勝ち取った。ルイ・フィリップは、王令により、1845年にすでに計画されていた、ヴィラージュ＝ヌフ、サン＝ルイ、およびユナングの間の領域の分割を承認した。これによって、1808年に始まる独立に向けた動きが完結した。1866年、新しい国勢調査の時、サン＝ルイは2546人の人口を持つ、小郡で最も人口の多いコミューンとなっていた。
1870年から1914年にかけてのドイツ支配下時代に、サン＝ルイは工業化された。大規模なバーゼル織物工場、絹織物、葉巻工場、金属加工の工房、食品製造および化学製品製造、印刷業、段ボール製造、石版印刷の工房の設置は、農村地帯からの労働者の流入を引き起こした。町は、電信、公衆電話、ガス照明その後電灯、飲料水供給網、そして1900年3月1日に電力トラム網を導入し、都市に生まれ変わった。

### 20世紀

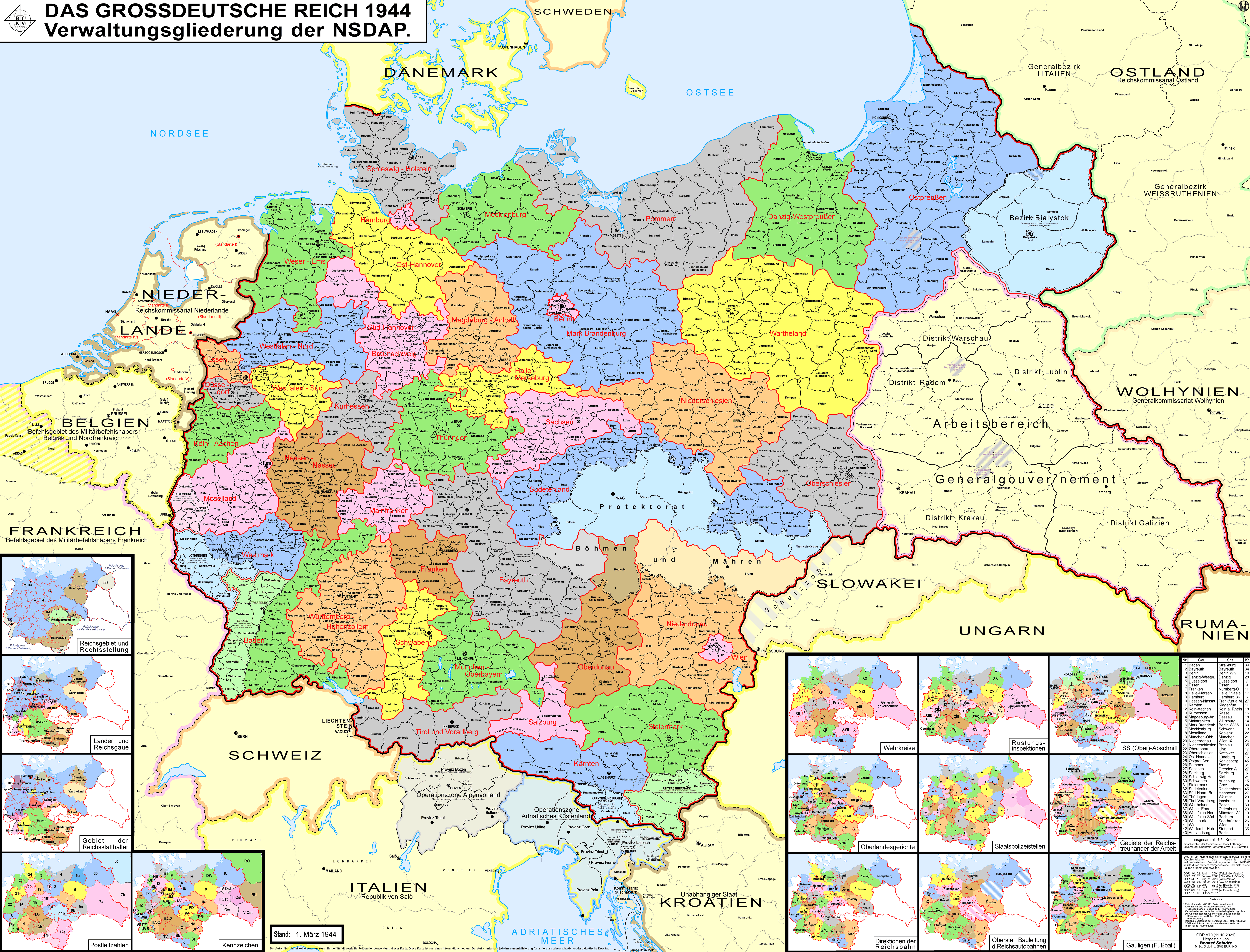
第三帝国の地図。エルザス・ロートリンゲンはフランスからドイツへ割譲されている

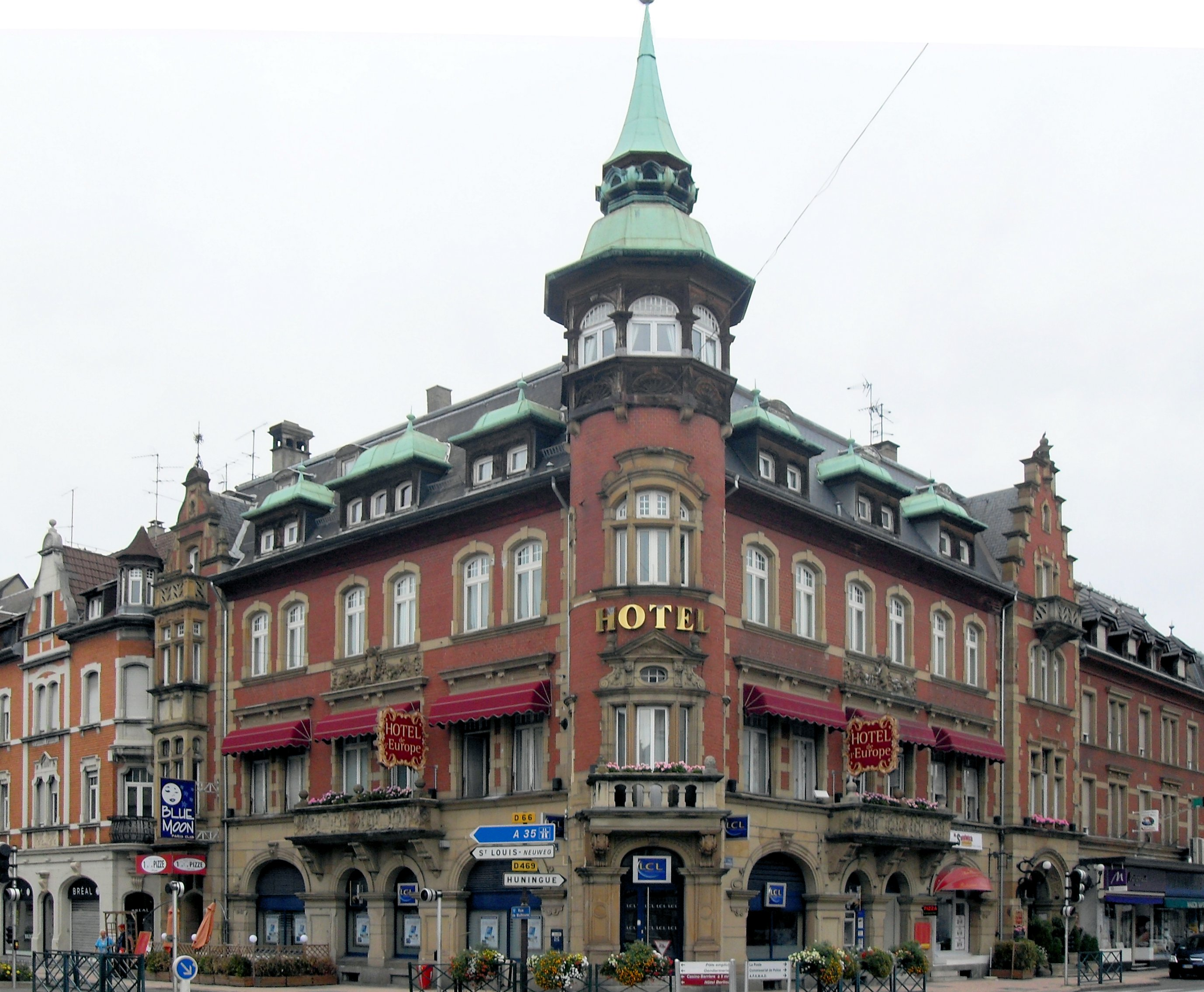
オテル・ド・リュ―ロップ

2度の世界大戦という大惨事の前、サン＝ルイは『黄金時代』を見た。都市計画に従い、とりわけ改革派教会、シナゴーグ、新しい学校、非常に多くの労働者用住居、食肉処理場、そして刑務所が建設された。大きなホテルや百貨店が開業した。第一次世界大戦の影響で麻痺した4年間の後、1918年11月、サン＝ルイはフランス領に復帰した。実際のところ、市街はドイツ軍の最高司令部によって設置された有刺鉄線の電化網のせいで、完全に外部から隔離されていた。戦後は困難の時代だった。原材料の不足は失業の原因となった。業界は再転換し、今度はフランス市場を頼らなくてはいけなくなった。
1920年から1938年の間、リボン製造工場の閉鎖につながった危機にもかかわらず、サン＝ルイは金属加工業を通じて新しい産業ブームを見つけようとしていた。1930年、自治体予算が初めて200万フランを超えた。1936年、サン＝ルイは8629人の人口を数えた。1939年から1944年まで、サン＝ルイは第二次世界大戦の悲劇の時代となる。1939年9月から1940年9月まで、町の全ての住民はジェール県のレクトゥール周辺に避難した。逆に、アルザスはドイツ領になった。サン＝ルイはナチス支配下に置かれた。解放されたのは、1944年11月20日である。
1953年3月1日、コミューンは隣接するブールフェルダンと合併した。

## 人口統計
2016年時点のコミューン人口は20642人で、2011年時点の人口より1.71%増加した。
| 1962年 | 1968年 | 1975年 | 1982年 | 1990年 | 1999年 | 2011年 | 2016年 |
| ------ | ------ | ------ | ------ | ------ | ------ | ------ | ------ |
| 12378  | 14845  | 18007  | 18682  | 19547  | 19961  | 20294  | 20642  |

参照元:1962年から1999年までは複数コミューンに住所登録をする者の重複分を除いたもの。それ以降は当該コミューンの人口統計によるもの。1999年までEHESS/Cassini、2006年以降INSEE

## 姉妹都市
- ブライザハ・アム・ライン、ドイツ
- レクトゥール、フランス
- ペイルオラド、フランス
- パンボ、フランス